# Sindrome da visione al computer
La sindrome da visione al computer o sindrome da schermo elettronico, detta talvolta anche stanchezza cronica da schermo, è il termine con il quale si è definita la sindrome di affaticamento causata dall'uso prolungato di schermi elettronici e della luce blu intensa da essi emessa.

## Descrizione

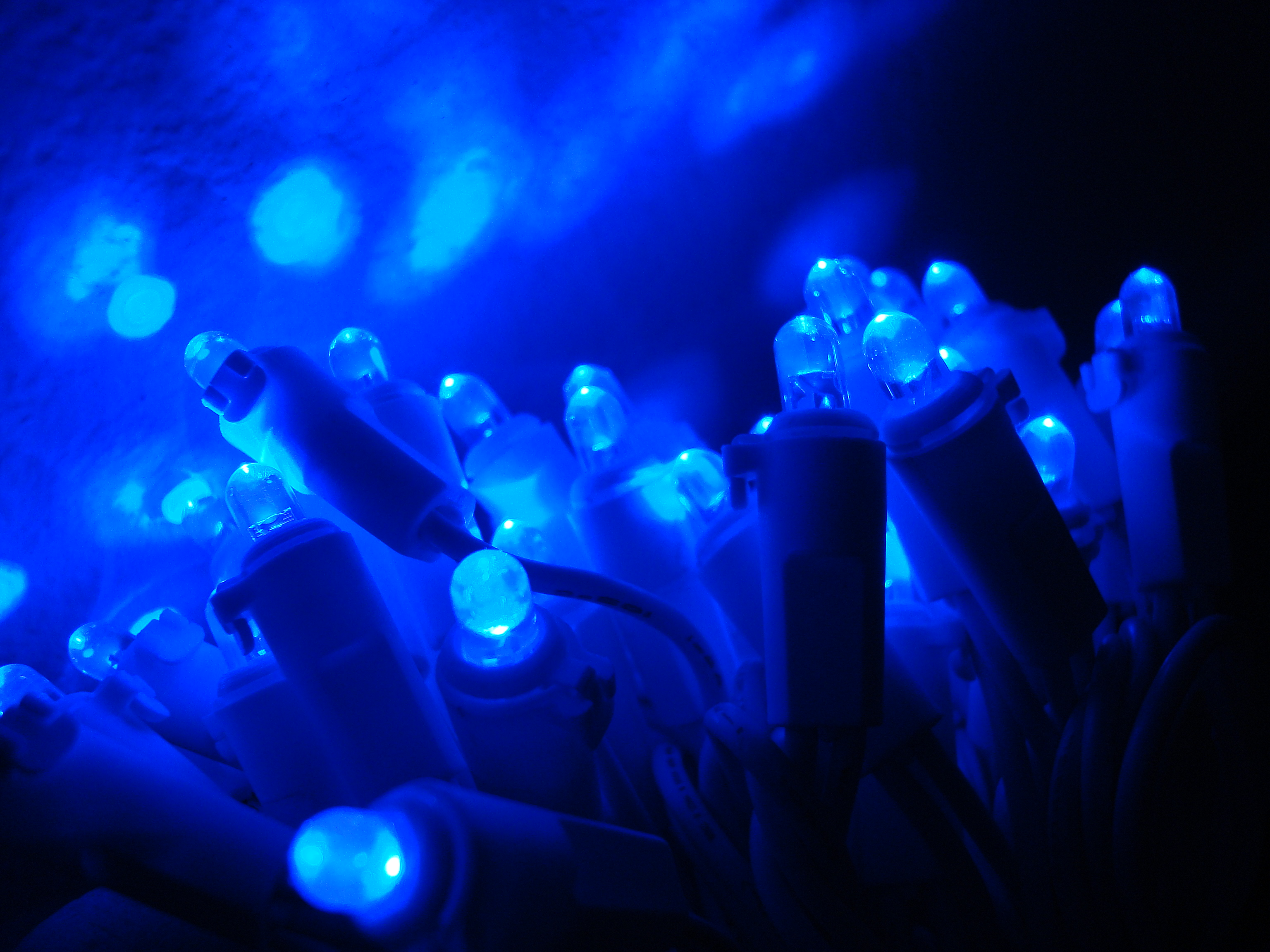
I diodi LED contenuti negli schermi elettronici emettono una forte luce blu

Molti schermi elettronici, tra cui i display LED e LCD, sempre più usati nell'ambito informatico (computer, smartphone ma anche i televisori moderni e i display dei cruscotti delle automobili), emettono luce blu, che è fonte di stress ossidativo sulla pigmentazione retinica, inibendo la secrezione di melatonina (al contrario stimolata dai colori rosso-arancio che simulano il tramonto), disturbando il ritmo circadiano e cerebrale, e affaticando la vista. La melatonina viene sintetizzata soprattutto in assenza di luce dalla ghiandola pineale; poco dopo la comparsa dell'oscurità, le sue concentrazioni nel sangue aumentano rapidamente e raggiungono il massimo tra le 2 e le 4 di notte per poi ridursi gradualmente all'approssimarsi del mattino. L'esposizione alla luce (soprattutto alla lunghezza d'onda blu tra 460 e 480 nm) inibisce la produzione della melatonina in misura dose-dipendente.

Tuttavia gli effetti sul ciclo circadiano sono stati con il tempo ridimensionati, in quanto mediamente l'esposizione alla luce (non per forza alla luce blu) ha ritardato l'addormentamento di circa 10 minuti, con un impatto moderato sulla qualità del sonno.

Altri studi hanno evidenziato come il fenomeno sia più complesso dei soli fattori quali: luce intensa, eccitazione/ansia, interruzioni del sonno e ritardo nell'addormentarsi, proponendo anche un approccio differente e bidirezionale al problema, con l'uso della tecnologia prima di addormentarsi con lo scopo di occupare il tempo o come stratagemma per regolare lo stato emotivo per facilitare l'esordio del sonno, inoltre andrebbero adottati dei sistemi o soluzioni che possano agire sui fattori protettivi, così da mitigare o esacerbare gli effetti della tecnologia sul sonno e viceversa.

## Sintomi

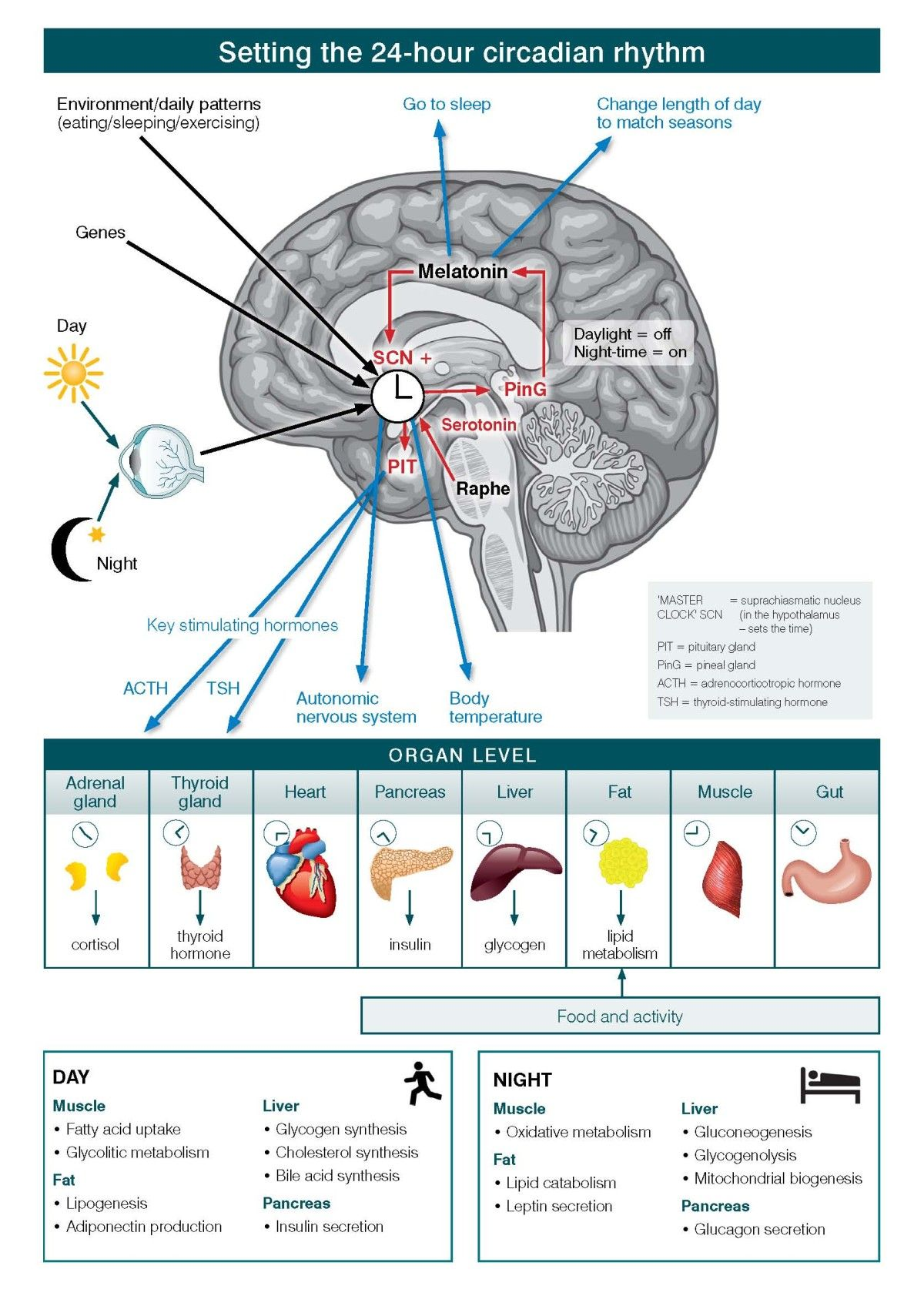
Effetti della melatonina, la cui produzione è inibita dall'eccessiva esposizione alla luce blu, sull'orologio biologico, il ritmo circadiano, il cervello e le funzioni fisiche e ormonali.

I sintomi più comuni della stanchezza cronica da schermo elettronico, derivata dallo sforzo oculare e dalla carenza di melatonina, sono: affaticamento della vista (astenopia), secchezza oculare, facilità al fosfene, diplopia, palinopsia, pseudo-scotoma, pseudo-aura, stanchezza e astenia senza un apparente motivo, senso di pesantezza, perdita di lucidità, mal di testa, dolore al collo (cervicalgie), vertigine, visione offuscata e/o disturbata (effetto ghosting oculare), nausea, insonnia, dissonnie e parasonnie. I sintomi peggiorano in persone già sottoposte a forti stress psicofisici.

## Prognosi e trattamento
La sindrome da stanchezza cronica da schermo elettronico è un disturbo collegato alle patologie derivanti dall'uso di prodotti tecnologici.
Un utilizzo di appositi occhiali per computer, con filtri per le alte frequenze, protegge gli occhi dalla luce blu degli schermi, e riscontra pareri positivi. In ogni caso, un utilizzo degli schermi elettronici superiore a 4-5 ore al giorno è sconsigliato, in quanto la stessa funzione biologica dell'occhio non prevede il contatto prolungato con essi.